# Chmeliště (Dobré)
Chmeliště (německy Hopfgarten) je malá vesnice, část obce Dobré v okrese Rychnov nad Kněžnou. Nachází se asi 3 km na severovýchod od Dobrého. V roce 2009 zde bylo evidováno 33 adres. V roce 2001 zde trvale žilo 15 obyvatel.
Chmeliště leží v katastrálním území Dobré o výměře 7,84 km2.

## Pomístní názvy
Osada Chmeliště se skládá ze tří částí: Dolní Chmeliště, Stará Náves a Strakovec. Na území osady Chmeliště měla údajně být vesnice Jankov, která se snad rozkládala v místech, kde se dnes nachází místní část Stará Náves. V blízkosti Staré Návsi na konci luk po okrajích lesů směrem k vesnici Rovné se nachází lokalita jménem Dřevěné náměstí. Název Dřevěné náměstí má podle místních pověstí být kvůli tomu, že se zde rozkládala ves Jankov.
Strakovec je další část osady Chmeliště. Podle zápisů, které sice do matriky nepatří, si sem faráři vpisovali různé údaje a tak se v matrikách obce Lomy a osady Chmeliště našlo i to, že kolem roku 1880 byla část území obce Lomy dána obci Dobré. Takže i od této doby spadala k osadě Chmeliště, která tu měla výběžek pozemku s chmelišťskou zemědělskou usedlostí č.p. 13 do katastrálního území Lomy. Proto tento díl obce Lomy, který tvořil hranici s obcí Rovné její osadou Rovenské Šediviny byl kolem roku 1880 dán obci Dobré osadě Chmeliště a právě tomuto odtrženému území obce Lomy s chmelišťskou chalupou č.p. 13 se říká Strakovec.